# Święte (województwo podkarpackie)
Święte – wieś w Polsce położona w województwie podkarpackim, w powiecie jarosławskim, w gminie Radymno.
| SIMC    | Nazwa | Rodzaj    |
| ------- | ----- | --------- |
| 0609994 | Dół   | część wsi |
| 0610000 | Góra  | część wsi |

Wieś szlachecka Swięte, własność Konstantego Korniakta, położona była w 1589 roku w ziemi przemyskiej województwa ruskiego. W latach 1975–1998 miejscowość położona była w województwie przemyskim.

## Zabytki
- Cerkiew św. Paraskewy z 1932 wraz z drewnianą dzwonnicą z przełomu XIX i XX w. Od 1945 cerkiew użytkowana jako rzymskokatolicki kościół parafialny pw. Narodzenia Najświętszej Maryi Panny w Świętem.